# 多西維爾 (路易斯安那州)
多西維爾（英語：Dorseyville）是位於美國路易斯安那州伊貝維爾堂區的一個普查規定居民點。

## 人口
根據2020年美國人口普查的數據，多西維爾的面積為0.39平方千米，當中陸地面積為0.39平方千米，而水域面積為0.00平方千米。當地共有人口159人，而人口密度為每平方千米407.69人。